# فستوكة مير
فستوكة مير (باللاتينية: Schedonorus mairei) نوع نباتي يتبع جنس الفستوكة من الفصيلة النجيلية.
في عام 2010، وضع النبات ضمن جنس شيدونوروس (باللاتينية: Schedonorus) بدلاً من الفستوكة.

## الموئل والانتشار
ينتشر النبات في المغرب العربي.

## الوصف النباتي
النبات عشبي معمر.

## مرادفات للاسم العلمي
- (باللاتينية: Festuca mairei)